# Cú đúp
Trong thể thao, một cú đúp có nghĩa là đạt được 1 thành tích tốt tận 2 lần trong một trận đấu thể thao đặc biệt là bóng đá, một cầu thủ trong trận đấu đó đã ghi tới 2 bàn vào lưới đối thủ. Ví dụ cầu thủ Robin van Persie lập 1 cú đúp vào lưới đội bóng Liverpool F.C. trong khuôn khổ vòng 27 giải Premier League, mùa giải 2011-2012. Cú đúp còn có thể miêu tả về danh hiệu, chẳng hạn đội bóng Inter Milan giành được 2 danh hiệu liên tiếp thì đó gọi là Cú đúp danh hiệu. Đây là từ để nói ngắn gọn về việc lập 2 công trong 1 trận đấu thể thao, được nhiều người sử dụng từ lâu.